# Henri Gustave Jossot
Henri Gustave Jossot (Dijon, 16 avril 1866 – Sidi Bou Saïd, 7 avril 1951), est un dessinateur, caricaturiste, peintre, affichiste et écrivain libertaire français.

## Biographie
Henri Gustave Jossot, enfant, ne semble guère être prédisposé à une carrière de satiriste. Son caractère frondeur le pousse à braver régulièrement toute autorité, qu'elle soit paternelle ou scolaire. Son père veuf se remarie à une femme qu'Henri Gustave Jossot n'apprécie pas, et le pousse à devenir officier de marine. Il proteste, fait un enfant avec la lingère de la famille et l'épouse à la mort de son père. Après la mort de sa mère puis de son père, sa fille meurt à son tour d'une méningite. Profondément marqué, il plonge encore plus dans sa passion, le dessin.
Jossot commence sa carrière de dessinateur de presse en 1886 dans la presse locale. À l'opposé de Jules Grandjouan, il n'est pas un dessinateur engagé. Sa carrière le conduit à Paris où il fréquente entre autres les artistes symbolistes de Pont-Aven. À cette époque, au début des années 1890, Paris flotte entre la crise du boulangisme à peine terminée et le scandale de Panama qui s'amorce (1893), faisant de la capitale française le centre de la caricature. Dès ses débuts dans la caricature, il trouve son style tout en arabesques dans la lignée de l'Art nouveau, qui peut-être aussi être assimilé aux nabis, avec de grands aplats colorés du japonisants, la parodie en plus. Son trait est donc particulièrement reconnaissable. Jossot commence sa carrière de dessinateur de presse vers 1892 en humoriste encore consensuel dans La Caricature et La Butte.

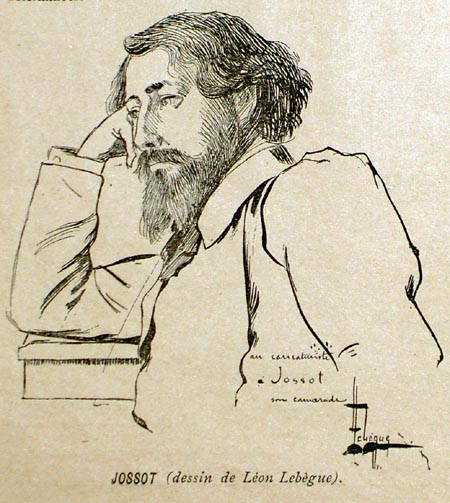
Henri Gustave Jossot par Léon Lebègue (1894).

Jossot présente en 1894 au Salon des indépendants des caricatures aquarellées qui intéressent Léon Maillard, gérant de la revue La Plume alors considérée comme « une véritable machine à légitimer les jeunes talents ». Cela lui permet alors de multiplier les expositions comme au Salon des Cent (1894, 1895), au Salon de la société nationale de beaux-arts (1895), au Salon d'automne (1908, 1909, 1911) ou encore au Salon des indépendants (1894, 1896, 1910, 1911, 1921). Léon Maillard dit de lui que « les arabesques du trait sont les ondes rythmiques du mouvement, et vibrent pour le pauvre être dépossédé ». Jossot se rend compte de la possibilité d'atteindre par l'esthétique de la déformation un effet subversif et politiquement engagé. Il collabore également à La Critique.
Entre 1897 et 1899, Jossot entre chez Camis comme affichiste avant de monter son propre atelier. Quand est lancée L'Assiette au beurre, véritable révolution de la presse et du dessin de presse, Jossot fait partie des premiers dessinateurs qui partagent alors les mêmes cibles : le patronat, la bourgeoisie, l’armée, le gouvernement, la colonisation, la religion, les mœurs, etc. Son style change : son trait devient épais, les légendes minimales, la simplification est maximale, les masques à la manière de l'ukiyo-e deviennent caractéristiques, il utilise le trait de couleur unique ou l'aplat rouge qui interpellent. Jossot devient une référence, et le reste aujourd'hui encore chez les connaisseurs. Il publiera 300 dessins dans L'Assiette au beurre entre 1901 et 1907. Il a publié de nombreux dessins à propos de la séparation de l'Église et de l'État. Son dessin de presse le plus connu, publié en 1902 dans un numéro spécial de L'Assiette au beurre consacré à l'influence politique des ordres catholiques, où l'on voit des prêtres marcher au pas de l'oie suggère une connexion entre le conditionnement conformisme et la religiosité. La caricature va jouer un rôle majeur dans la lutte visant à instaurer la laïcité en France.

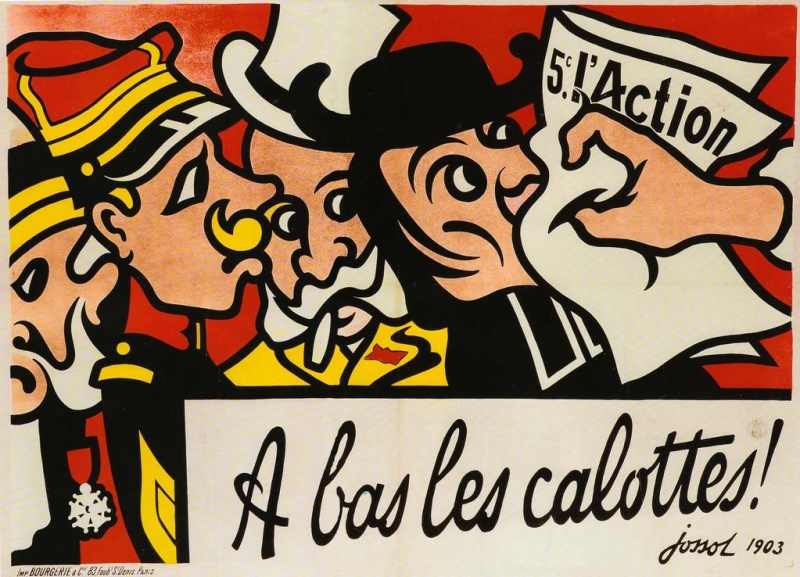
Affiche de Jossot pour le journal anticlérical L'Action (1903).

En 1911, après avoir voyagé en Tunisie, pays dont il tombe amoureux, il s'y installe définitivement et, abandonnant totalement sa verve de caricaturiste, y peint des paysages et des scènes de la vie quotidienne de style orientaliste. Au même moment ses amis dessinateurs s'exilent (Grandjouan) ou meurent (Aristide Delannoy) et L'Assiette au beurre disparaît. Après avoir renoué avec le catholicisme, Jossot se convertit en 1913 à l’islam. Il prend alors le nom d'« Abdul Karim Jossot ». Pacifiste, il ne dessine plus pendant la guerre, et cesse même de peindre. En 1923, il suit le cheik Ahmad al-Alawi sur la voie du soufisme. Il rédige alors Le Sentier d'Allah en 1927, mais finit par s'éloigner de l'islam, renonce à son patronyme musulman et quitte ses vêtements arabes.
En 1951, dans ses mémoires inédits Goutte à goutte, il proclame son athéisme retrouvé et meurt la même année dans le dénuement.
En 2011, la ville de Paris lui consacre une exposition à la bibliothèque Forney.
En 2013, les Éditions Finitude rassemblent une partie des chroniques publiées par Jossot dans les journaux tunisiens, entre 1911 et 1927, sous le titre Sauvages blancs !.

## Ouvrages illustrés par Jossot
- Artistes et bourgeois, vingt-quatre compositions, par Jossot, préface de Willy, Paris, G.Boudet éditeur, 1894 (« en ligne sur archive.org »).
- Minces de trognes, préface de H. Bauër, 50 dessins inédits, Paris, C.Hazard, 1896.
- Pochetées, 32 planches, Paris, Paul Ollendorff, 1896.
- Viande de « bourgeois », par Jossot, Paris, Louis Michaud, 1906.
- Le Fœtus récalcitrant, présenté et annoté par Henri Viltard, Éditions Finitude, 2011  (ISBN 978-2-912667-86-1).
- Sauvages blancs !, textes réunis, présentés et annotés par Henri Viltard, Éditions Finitude, 2013, 176 p.  (ISBN 978-2-36339-022-6).
- Les refroidis, Éditions de l'Insomniaque, 2022, « présentation éditeur »

## Affiches
- Saupiquet. Sardines Jockey-Club, Paris, Affiches Camis, 1897.
- Amieux Frères (sardines), Paris, imprimerie Camis, 1887.
- Guignolet Cointreau, Affiches Camis Paris, 1898.